# Thomas Heise (Mediziner)
Thomas Heise (* 1953 in Nürnberg) ist ein deutscher Mediziner, Sinologe und Forscher im psychotherapeutischen, ethnomedizinischen und transkulturellen Bereich.

## Leben
Thomas Heise legte 1972 sein Abitur am Röntgen-Gymnasium in Würzburg ab. Nach einer Zeit bei der Bundeswehr studierte Heise Humanmedizin sowie Sinologie mit den Nebenfächern Vor- und Frühgeschichte und klassische Archäologie an den Universitäten in Würzburg, Bordeaux, Bochum, Taipeh, Essen, Hamburg. Er promovierte 1985 zum  Dr. med. an der Ruhr-Universität Bochum und trat im Anschluss ein zweijähriges DAAD-Stipendium in Peking und Nanjing zum Studium der traditionellen chinesischen Medizin an.
Erst internistische und naturheilkundliche Weiterbildung, dann psychiatrische und psychotherapeutische mehrerer Schulen; 1999 promovierte er in Sinologie an der Universität Trier, im Jahr 2000 folgte die Habilitation an der Medizinischen Hochschule Hannover (Psychiatrie und Psychotherapie). Ab 2001 war er Leitender Oberarzt für Psychosomatik in Chemnitz, 2004 wurde er Chefarzt der Klinik für Psychiatrie und Psychotherapie des Städtischen Klinikums Heinrich Braun in Zwickau. Seit 2010 ist er Chefarzt in Shanghai am German-Chinese Transcultural Nature Healing Health and Treatment Center.
Heise ist Gründer und Herausgeber der Fachbuchreihe Das transkulturelle Psychoforum seit 1997, wiederholt seit 2001 im Vorstand der Arbeitsgemeinschaft Ethnomedizin (AGEM) und Leiter im Arbeitskreis therapeutische Ansätze der DTPPP, einem gemeinnützigen Dachverband für professionelle deutschsprachige Mitarbeiter und Institutionen, die sich im Bereich Transkulturelle Psychiatrie, Psychotherapie und Psychosomatik engagieren. Aktuelle Forschungsprojekte: Schulenübergreifender Psychotherapieeinsatz, Transcultural-Nature-Healing – Medizinkonzepte, Qigong – Therapie – Evaluation.

## Veröffentlichungen (Auswahl)

### Selbständige Publikationen als Erstautor
- Chinas Medizin bei uns. Einführendes Lb. z. traditionellen chines. Med. 1996
- Qigong in d. VR China: Entwicklung, Theorie und Praxis. 1999
- Qigong u. Maltherapie. Komplementärtherapien Psychosekranker. 2009
- Kulturen der Menschheit: Woher und wohin? Transdisziplinäre Perspektiven unserer Vergangenheit. 2016
- Corona: Das Syndrom. Über Grenzen, vergeben und schützen. 2022
- Unsere Gesundheit und das System: besser holistisch! Fair steht uns doch!. 2022/2023

### Ausgewählte Originalartikel
- mit W. Machleidt: Zur transkulturell erschwerten Differentialdiagnose posttraumatischer Belastungsstörung versus depressiver Anpassungsstörung. In: Fundamenta Psychiatrica, 14.4, 2000, S. 140–146
- Traditionelle chinesische Vorstellungen zur „Psyche“ und deren Beeinflußung. In: Psychotherapeut, 46.3, 2001, S. 188–195
- Ziran liaofa he zhongyi zai Ouzhou de fazhan (nur chin.: Die Entwicklung der Naturheilverfahren und der TCM in Europa). In: Journal of Yunnan College of Traditional Chinese Medicine, 26.1, 2003, S. 49–52
- Qigong zuowei jingshenbing fuzhu zhiliao de yanjiu (nur chin.: Forschung zum Qigong als komplementäre Behandlung Psychosekranker). In: Journal of Yunnan College of Traditional Chinese Medicine, 26.3, 2003, S. 56–60
- Psychotherapie als intra-, inter- und transkulturelle Kommunikation. In: Psychotherapie und Sozialwissenschaft, 4.5, 2003, S. 268–287.
- mit J.  Fan: Zum kulturellen Umgang mit AIDS in der VR China und zur HIV-Sichtweise der TCM. In: curare, Zeitschrift für Ethnomedizin und transkulturelle Psychiatrie, 2006.
- Does COVID-19 and its consequences give us the opportunity to reassess our medical thinking? In: DZA, 4:221-222, 2022, DOI:10.1007/s42212-022-00522-9.
- Paleolithic Preventive Medicine: the Prenatal Recording Schedule of Mal´ta. In: J Altern Complement Integr Med, 8: 306, 2022, DOI:10.24966/ACIM-7562/100306.
- Paleolithic Family Planning – From Mal´ta in Siberia to Iberia. In: J Altern Complement Integr Med, 9: 318, 2023, DOI:10.24966/ACIM-7562/100318.

### Ausgewählte Beiträge in Sammelwerken
- Katathymes Bilderleben als Wendepunkt in d. Therapie einer russ. Migrantin mit chronifizierender reaktiver Depression. In: Transkult. Psychotherapie, 98
- Multidimensionales institutionelles Management psych. Probleme unbegleiteter minderjähriger Flüchtlinge. In: Transkult. Beratung, Psychotherapie u. Psychiatrie in Dtld., 2000
- mit H. Eich: Konzeptuelle Integration v. trad. chin. Med. im Rahmen v. stationärer u. ambul. psychiatr. Behandlung. In: Transkult. Beratung, Psychotherapie u. Psychiatrie in Dtld., 2000
- Das Spektrum der Transkulturellen Medizin von einem Pol zum anderen. In: S. Golsabahi, T. Heise (Hrsg.): Von Gemeinsamkeiten und Unterschieden. VWB, Berlin 2008.
- Die Bedeutung des Zusammentreffens von transkultureller psycho-medizinischer Forschung mit der Ethnomedizin am Beispiel der neuesten TCM- und Qigong-Forschung. In: S. Golsabahi, T. Heise (Hrsg.): Von Gemeinsamkeiten und Unterschieden. VWB, Berlin 2008.
- Zum psycho-kulturellen Umgang mit türkischstämmigen Mitbürgern – auch in Hinsicht Minderjähriger – in einer multikulturellen Bundesrepublik Deutschland. In: M. Ozankan: Verhaltensauffälligkeiten türkischer Kinder im Einschulalter im Urteil der Eltern aus transkultureller Sicht. VWB, Berlin 2009:.
- Fremd, Fremder, am fremdesten – aber nur für unser derzeitiges Weltkonzept? In: S. Golsabahi, T. Stompe, T. Heise (Hrsg.): Jeder ist weltweit ein Fremder. VWB, Berlin 2009.
- Annäherungen zu Medizin, Menschen und Kultur. In: Deutscher Akademischer Austauschdienst DAAD (Hrsg.): Abenteuer China. DAAD-Alumni aus vier Jahrzehnten erinnern sich. Bonn 2009.
- Spiritualität in der transkulturellen Psychiatrie und Psychotherapie. Wie stellen wir uns dazu? In: S. Golsabahi, B. Küchenhoff, T. Heise (Hrsg.): Migration und kulturelle Verflechtungen. VWB, Berlin 2010.
- Asiaten treffen auf Deutsche. In: A. Heinz, W. Machleidt (Hrsg.): Praxis der interkulturellen Psychiatrie und Psychotherapie. Elsevier, 2010.
- Don´t Separate Body, Mind and Soul. The Medical Concept Research. In: T. Heise, S. Golsabahi (Hrsg.): Mit Leib und Seele ankommen. VWB, Berlin 2011
- Migrationen – ein Motor zur Weiterentwicklung der Menschheit. In: T. Heise, S. Golsabahi-Broclawski, M. Chernivsky, T. Atac, I. Özkan (Hrsg.): Identitätsbegriff im Wandel. VWB, Berlin 2015.
- Heise, T., Villar-Lopez, M., Salaverry, O. Person-Centered Traditional Medicine. In: Mezzich, J.E., Appleyard, W.J., Glare, P., Snaedal, J., Wilson, C.R. (eds) Person Centered Medicine. Springer, Cham, 2023. DOI:10.1007/978-3-031-17650-0_40.

Quelle:

### Beiträge in Lexika
- Transcultural Psychotherapy. In:   M. Hersen, W. H. Sledge (Hrsg.): Encyclopedia of Psychotherapy. Academic Press, Elsevier Science, New York 2002, S. 841–850

### Herausgegebene Publikationen
- Transkulturelle Psychotherapie. Hilfen im ärztl. u. therap. Umgang mit ausländ. Mitbürgern. 1998.
- Transkulturelle Beratung, Psychotherapie u. Psychiatrie in Dtld. 2000.

### Mitherausgegebene Publikationen
- m. J. Collatz: Psychosoziale Betreuung u. psychiatr. Behandlung v. Spätaussiedlern. VWB, Berlin 2002
- m. S. Golsabahi: Von Gemeinsamkeiten u. Unterschieden. VWB, Berlin 2008
- m. S. Golsabahi, T. Stompe: Jeder ist weltweit ein Fremder. VWB, Berlin 2009
- m. S. Golsabahi, B. Küchenhoff: Migration und kulturelle Verflechtungen. VWB, Berlin 2010
- m. S. Golsabahi: Mit Leib und Seele ankommen. VWB, Berlin 2011
- m. S. Golsabahi, I. Özkan: Integration, Identität, Gesundheit. VWB, Berlin 2012
- m. S. Golsabahi, I. Özkan, R. Ehret, J. Küchenhoff: Die Herstellung von Differenz. VWB, Berlin 2013
- m. S. Golsabahi-Broclawski, M. Chernivsky, T. Atac, I. Özkan: Identitätsbegriff im Wandel. VWB, Berlin 2015